# Asprogiá
Asprogiá (grec moderne : Ασπρογιά) est un village chypriote situé dans le district de Paphos et comptant plus de 60 habitants.